# مستشفى العودة
مستشفى العودة هو مستشفى أهلي في شمال قطاع غزة، فلسطين . يقدم المستشفى الخدمات الطبية الأساسية فقط: غرفة الطوارئ وخدمات الولادة لسكان شمال قطاع غزة.
يضم المستشفى أكبر غرفة ولادة في شمال قطاع غزة، وهي الوحيدة في المنطقة التي تقدم خدمات التنظير الفلوري. ويوفر برامج تدريبية لطلبة التمريض بالتعاون مع جامعات قطاع غزة.

## حرب 2008-2009
أُصيب 4 من الطواقم الطبية بجروح خطيرة خلال الحرب الإسرائيلية على قطاع غزة عام 2008-2009 وذلك عندما تعرضت سيارة إسعاف للمستشفى لضربة جوية في مدينة بيت لاهيا شمال قطاع غزة.

## حرب 2023
أدانت منظمة الصحة العالمية بشدة أوامر إسرائيل المتكررة لإخلاء مستشفى العودة شمال قطاع غزة، ووصفتها بأنها حكم بالإعدام على المرضى والجرحى.
في 10 نوفمبر 2023، أُبلغ عن غارة إسرائيلية قرب مستشفى العودة، مما أدى إلى إلحاق أضرار بسيارة إسعاف.
في 21 نوفمبر 2023، ذكرت منظمة أطباء بلا حدود أن اثنين من أطبائها قُتلا في غارة على المستشفى.
في 1 ديسمبر 2023، ذكرت منظمة أطباء بلا حدود أن المستشفى قد تضرر نتيجة القصف.

### حصار المستشفى
في 13 ديسمبر 2023، أفادت صحيفة جاكوبين أن 240 شخصًا محاصرون في العودة، محاصرون من قبل القناصة الإسرائيليين، دون مياه نظيفة ويعيشون على وجبة واحدة يوميًا من الخبز أو الأرز. أفاد أحد العاملين في المستشفى أن قناصة إسرائيليين أطلقوا النار على امرأة فلسطينية حامل في المستشفى. ذكر مدير المستشفى أن ممرضة قتلت على يد قناص إسرائيلي في الطابق الرابع من المستشفى من خلال النافذة.
في 14 ديسمبر 2023، أعربت وزارة الصحة في غزة عن مخاوفها من أنه بعد اكتمال العملية الإسرائيلية من حصار مستشفى كمال عدوان ، سيكون مستشفى العودة هو هدفهم التالي. 
وقال رينزو فريك، المسؤول في منظمة أطباء بلا حدود ، إن "التقارير الواردة من مستشفى العودة مروعة ونحن قلقون للغاية على سلامة المرضى والموظفين في الداخل". 
في 17 ديسمبر 2023، ذكر مدير المستشفى أن المياه والغذاء والأكسجين والأدوية كانت على وشك النفاد. 
في 19 ديسمبر 2023، ظهرت تقارير تفيد بأن الجيش الإسرائيلي حولت المستشفى إلى "ثكنة عسكرية" خاصة بها. ووفقا لوزارة الصحة في غزة ، فإن 240 فلسطينيا، بما في ذلك الموظفين والمرضى، محتجزون في الداخل. 
أفادت منظمة أطباء بلا حدود أن القوات الإسرائيلية استولت على مستشفى العودة، حيث قامت القوات بتجريد جميع الرجال والفتيان فوق سن السادسة عشرة من ملابسهم وتقييدهم واستجوابهم.  وواصل الجنود سيطرتهم على المستشفى. 